# Walter Sauer (Maler)

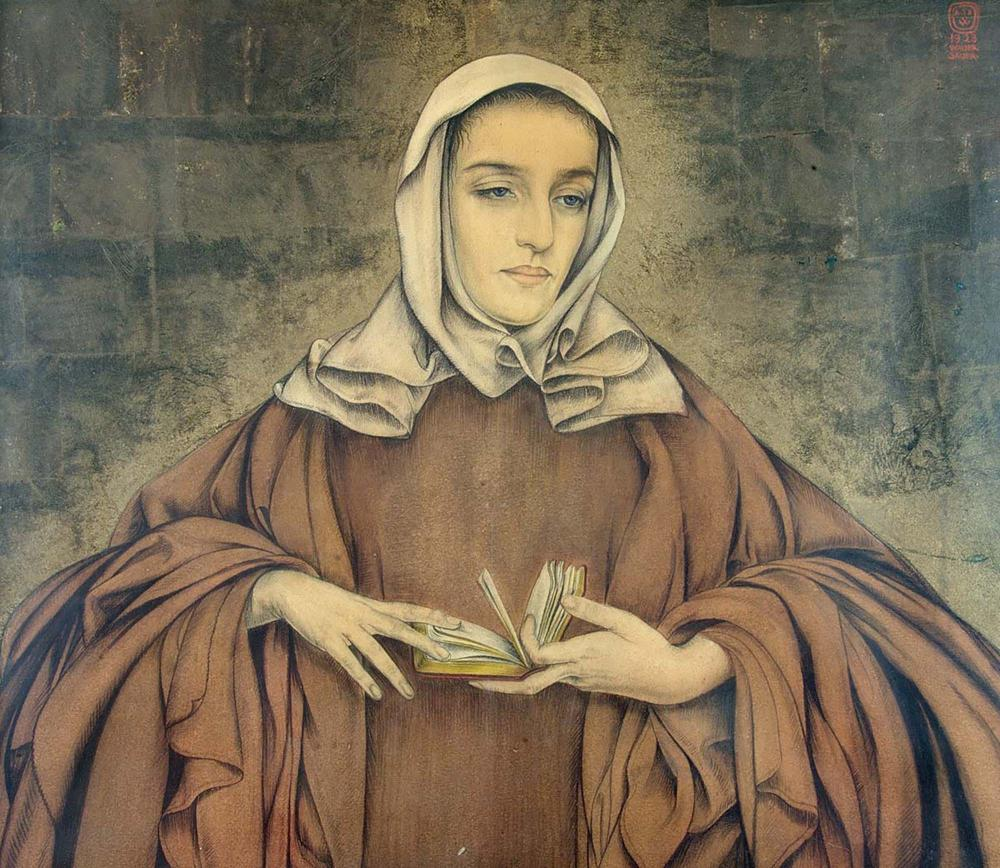
Das Gebetbuch

Walter Sauer (* 12. Februar 1889 in Saint-Gilles/Sint-Gillis; † 6. September 1927 in Algier) war ein belgischer Maler und Grafiker.
Walter Sauer studierte ab 1903 an der Académie royale des Beaux-Arts de Bruxelles, zuerst bei Louis François Moonens in der zweiten Klasse in dekorativer Malerei und von 1906 bis 1907 bei Constant Montald in der ersten Klasse der dekorativen Malerei. In beiden Klassen wurde er mit den ersten Preisen ausgezeichnet. Im Juni 1911 erhielt er von der Karel Buls Stiftung ein Stipendium von 1000 Goldfranken. Er verbrachte das Jahr 1911 auf Studienreisen nach Frankreich (Paris, Lyon, Marseille, Côte d’Azur) und dann nach Italien.
1914 nahm er am Salon de la Libre Esthétique und am Dreijahres-Salon in Brüssel teil. Mit dem Werk L’Atlantide gewann er den zweiten Preis im Gilles-Lambert-Godecharle-Wettbewerb.
Während des Ersten Weltkrieges wurde Walter Sauer aufgrund seiner zerbrechlichen Gesundheit vom Kriegsdienst befreit. Er gab die Malerei um 1916 auf, um sich dem Zeichnen zu widmen. Dabei wurde er vom Bildhauer Victor Rousseau (1865–1954) inspiriert.
Im Juli 1917 präsentierte er im Salon der Maler und Bildhauer der Aktkunst mehrere Werke. Er widmete sich den Frauenporträts und Frauenakten in Malerei und Grafik. Um 1923 wurde seine Kunst international anerkannt. Von April bis Oktober 1925 war er einer der Vertreter Belgiens auf der Internationalen Ausstellung für moderne dekorative und industrielle Kunst in Paris. Während des Jahres 1926 verbrachte er zwei Monate in der Bretagne.
1927 erhielt er einen wichtigen Auftrag vom Bankier Josse Baron Allard (1868–1931), der ihn beauftragte, einen Raum im byzantinischen Stil mit fünf dekorativen Tafeln zu dekorieren, die Episoden aus dem Leben Christi darstellten. Dieser Auftrag gab ihm die Möglichkeit zu reisen. Er verließ Belgien Ende Juni, reiste durch die Pyrenäen nach Spanien, bevor er nach Algerien kam, wo er die für seine Arbeit erforderlichen Unterlagen sammeln wollte. Aufgrund einer Lebensmittelvergiftung starb er unerwartet im Mustapha-Krankenhaus in Algier im Alter von 38 Jahren.